# Phytomyza brevituba
Phytomyza brevituba är en tvåvingeart som beskrevs av Mitsuhiro Sasakawa 1998. Phytomyza brevituba ingår i släktet Phytomyza och familjen minerarflugor. Inga underarter finns listade i Catalogue of Life.